# Colibrí cua d'estel vermell
El colibrí cua d'estel vermell (Sappho sparganurus) éés una espècie d'ocell de la subfamília dels lesbins (Lesbiinae) dins la família dels troquílids (Trochilidae) i única espècie del gènere Sappho (Reichenbach, 1849). Habiten zones andines des del nord de Bolívia fins Xile central.